# エレメンタッチ
エレメンタッチとは、立体で表現した元素の周期表のことである。
前野悦輝（低温物理学、京都大学国際融合創造センター・理学研究科）によって2001年6月に考案され、2002年意匠登録され、2003年2月発売開始。その後、ペン立てを兼ねるものも販売されている。小学校から高等学校まで幅広い年齢を対象とした教材としても注目を集めている。
element（元素）とtouch（実際に触れられる）を合わせた造語である。
112種類の元素を原子番号順に、3重の高さ約13cmの円筒の表面に螺旋状に並べている。そのため全ての元素が連続に並んでいる。これに対して従来の周期表では、第1周期 - 第3周期は途中に空白があり、第1族元素と第18族元素が断絶しているように見える。またランタノイドとアクチノイドを欄外に配置していた。これについて、前野はエレメンタッチを「周期表の地球儀」と呼び、従来の平面の周期表は世界地図と捉えるとわかりやすいとしている。
加えて安定な原子価が同じ元素は縦に並んでいるので、従来の周期表では表現しきれない、化合物における元素の特徴も表せる。たとえばイオンの性質が似ているカルシウムとカドミウム、チタンとスズ、イットリウムとランタンとルテチウムは、従来の周期表では離れていたが、エレメンタッチでは同じ縦の列に並んでいる。